# Parc national des gorilles de Mgahinga
Le parc national des gorilles de Mgahinga est un parc national situé dans le sud-ouest de l'Ouganda, près de la ville de Kisoro. Il encadre notamment la protection des gorilles des montagnes.

## Situation
Le parc est situé à environ 15 km au sud de Kisoro, dans le district du même nom, dans le comté Bufumbira, et couvre la partie ougandaise de la chaîne des montagnes des Virunga. D'une surface de 33,7 km2, il s'agit du plus récent et plus petit parc national ougandais et l'un des deux seuls, avec la Forêt impénétrable de Bwindi, à abriter des gorilles des montagnes dans le pays. Contigu au parc national des Virunga en république démocratique du Congo et au parc national des volcans au Rwanda, il forme avec eux une aire protégée de 434 km2 au total.

## Climat
Entièrement situé à plus de 2000 mètres d'altitude, le parc connaît un climat tropical frais avec deux saisons des pluies, de février à mai puis de septembre à décembre. Octobre est le mois le plus humide (250 mm de précipitations) tandis que juillet est le plus sec (10 mm).